# NGC 1392
NGC 1392 est une très vaste et très lointaine galaxie spirale intermédiaire située dans la constellation de l'Éridan. NGC 1392 a été découverte par l'astronome américain Lewis Swift en 1887.

## Caractéristiques
Sa vitesse par rapport au fond diffus cosmologique est de 25 500 ± 10 km/s, ce qui correspond à une distance de Hubble de 376 ± 26 Mpc (∼1,23 milliard d'al).

### Objet perdu ou inexistant?
Selon le professeur Seligman, il pourrait aussi s'agir d'un objet céleste perdu ou inexistant. Pour la base de données de SEDS, il s'agit aussi d'un objet inexistant.

## Supernova
La supernova SN 1969A a été découverte dans NGC 1392 le 8 janvier 1969 par l'astronome mexicain Enrique Chavira Navarrete. Le type de cette supernova n'a pas été déterminé.